# Sinusrytm

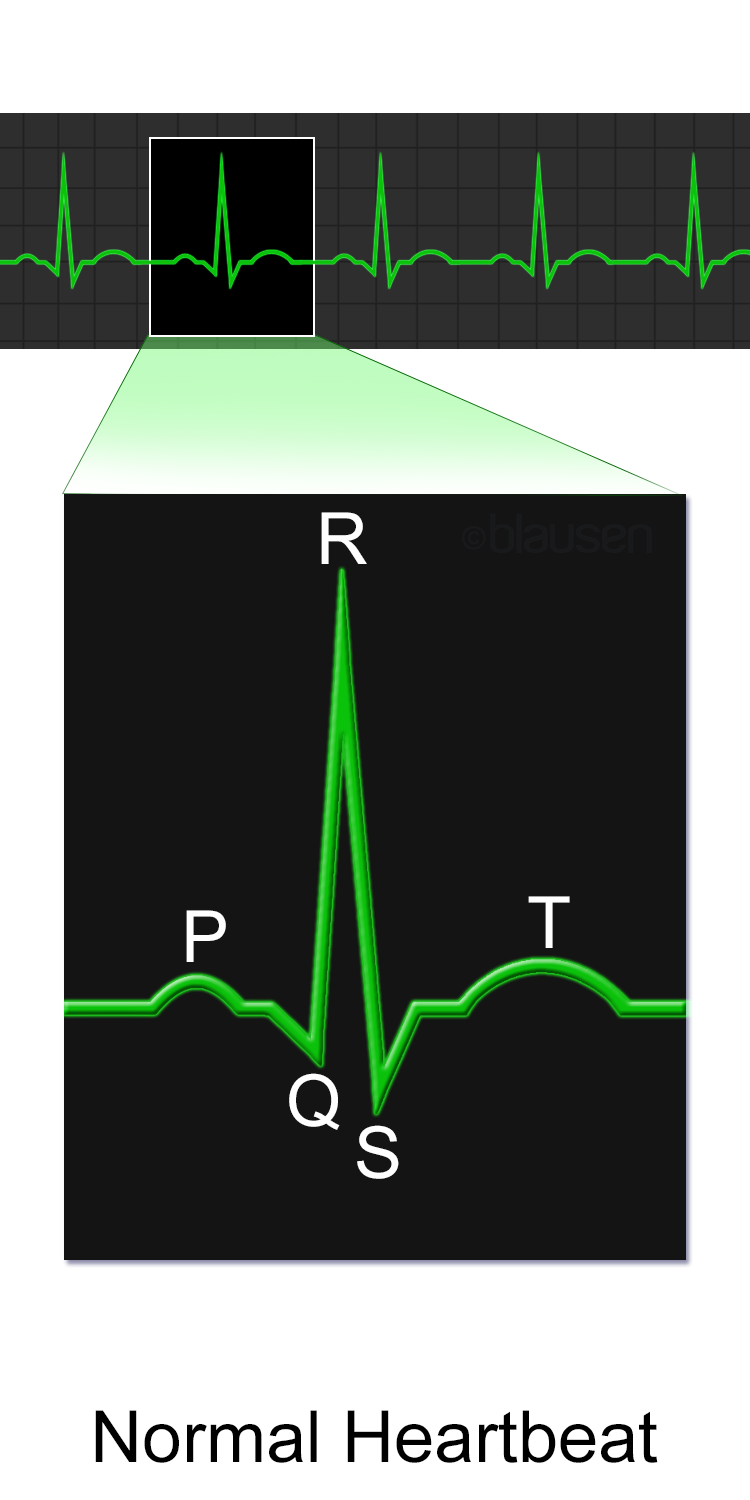
Den övre EKG-bilden visar hjärtats löpande impulser. Den nedre visar ett intervall - tiden under ett hjärtslag - och markerar hjärtvågorna. Om ett hjärta slår i denna rytm, har hjärtat sinusrytm, oavsett vilken hastighet den slår med.

Sinusrytm kallas hjärtats rytm, om hjärtats impulser kommer från sinusknutan. EKG-mätning krävs för avgöra om en hjärtrytm är sinusrytm eller inte.
En sinusrytm har ett intervall (tiden mellan ett hjärtslag och ett annat) som innehåller vissa elektriska förändringar som kan ses som vågor på ett EKG. De kallas P-, Q-, R-, S- och T-vågor, som bildas av de elektriska impulser som går genom hjärtat under ett hjärtslag. Ett stort hjärta behöver starkare impulser för att fungera. Av dessa är R-vågen den våg som normalt känns vid pulsmätning. En normal sinusrytm har en hjärtfrekvens mellan 60 och 100 slag (R-R-intervall) per minut, och normala vågor, fastän vanligare 70-80 slag per minut. Medan hjärtfrekvensen kan uppskattas med pulsmätning, krävs EKG för att se hur i synnerhet P- och T-vågorna fungerar. Dessa ska ha en viss höjd relativt R-vågen, en viss kurvform och en viss längd, samt uppkomma i en viss tid relativt R-vågen, för att sinusrytmen ska sägas vara normal.
Vid vissa allvarliga hjärtsjukdomar kan sinusrytmen upphöra, och det bli kaos i vågorna. Detta gäller i synnerhet P-vågen. Om sinusrytmen är normal men hjärtfrekvensen avvikande, kallas tillståndet sinustakykardi om hjärtat slår fortare än 100 slag per minut, och sinusbradykardi om det slår långsammare än ca 60 slag per minut. Ett hjärta som går i sinusrytm måste därför inte slå normalt.